# Balbianiaceae
Famille
Les Balbianiaceae sont une famille d’algues rouges de l’ordre des Balbianiales dont le genre type, Balbiania, fut découvert en 1872 dans les eaux douces du département français d'Ille-et-Vilaine.

## Étymologie
Le nom vient du  genre type Balbiania, donné en hommage à Édouard-Gérard Balbiani, Professeur au Collège de France.

## Systématique
Le nom scientifique de ce taxon est Balbianiaceae R.G.Sheath & K.M.Müller 1999.

## Liste des genres
Selon AlgaeBase (6 janvier 2022), IRMNG (6 janvier 2022), World Register of Marine Species (6 janvier 2022) :
- Balbiania (pt), Sirodot, 1876
- Rhododraparnaldia (pt), R.G.Sheath, A.Whittick & K.M.Cole, 1994